# Val Xalino
Val Xalino, artistnamn för Valdemiro Silva, född 19 augusti 1953, är en artist från Kap Verde som bor i Göteborg. ".

## Uppväxt
Val Xalino föddes på São Vicente. Hans mor Maria var kokerska på São Vicentes sjukhus. Hans far Armando de Jon Xalino var en välkänd musiker på São Vicente på 1950-60-talet. Han tillverkade gitarrer och hade tillsammans med sina bröder Eduardo de Jon Xalino och Eddy Moreno en musikinstrumentaffär i Mindelo.
Efter sin skolgång bestämde Val Xalino sig för att lämna Kap Verde för att gå till sjöss, han var då 18 år gammal. Under sina år till sjöss besökte han 72 länder men det var inte förrän år 1977 som han gick i land på riktigt, i Göteborg.

## Musikalisk bakgrund
Hela Val Xalinos familj är engagerade i musik och framförallt inom den traditionella akustiska musiken. Många ur Xalinosläkten underhöll Mindelos invånare. En musiker var Djuta Silva som hade stora framgångar i Portugal och Afrika tillsammans med Eddy Moreno på 1950-talet. Hon var även gitarrist och sångerska. En av deras största hits heter Grandeza" och det är just den låten som Val Xalino själv spelade in år 2004 och sedan som en dedikation döpte hela albumet till. Val Xalino själv lärde tidigt att spela gitarr.
Val Xalino är känd på Kap Verde och i Mindelo för att vara son, brorson och bror till musikfamiljen Xalino från Rua de Moeda 35 som underhöll Mindelos stadsbor på 1950-1960-talet med traditionell coladera och morna. I detta musikaliska följetåg ingick bl.a. artisterna Eddy Moreno, Djuta Silva, Armando de Jon Xalino, Eduardo de Jon Xalino samt Val Xalinos bröder Xante Xalino och Zuca Xalino. Rua de Moeda 35 var på denna tid det ställe där de flesta musiker och artister på 1940-1970-talet fick sin musikaliska utbildning. Några av de som startade sina karriärer här är Cesaria Evora (som då var flickvän till Eduardo de Jon Xalino, Bana (kusin till Xalinosläkten), Luis Morais och Manuel de Novas.

## Livet i Göteborg
Val Xalino var den första kapverdianen att börja sjunga och spela kapverdiansk musik för den svenska publiken både solo och med olika band. Han spelade även andra musikstilar så som Rock'n'roll, coladera, morna, blues och reggae. Han medverkade också i festivaler i Skandinavien och spelade in musik i olika studios med olika artister.
Val Xalinos mest kända verk hittills i hans karriär är skivan Dança Dança T' Manchê. LP-skivan släpptes år 1987 och blev en stor hit på Kap Verde-öarna. På skivan finns även låten Praia de Baia med och även den blev en hit. Låten och skivan spelades även på radio i Sverige.

## Baía Das Gatas 2012
Den 17 augusti 2012 uppträdde Val Xalino tillsammans med Roberto Xalino på Baía das Gatas som årligen hålls på São Vicente. Hela festivalen var detta år tillägnad minnet av den bortgångna Cesaria Evora.

## Diskografi

### Album
| År   | Album                 | Kompositörer                                                        | Antal låtar |
| ---- | --------------------- | ------------------------------------------------------------------- | ----------- |
| 1984 | Dilema d’imigração    | Val Xalino                                                          | 7           |
| 1987 | Dança Dança T' Manchê | Val Xalino                                                          | 8           |
| 1993 | Emoções               | Val Xalino                                                          | 8           |
| 2004 | Grandeza              | Val Xalino, Eddy Moreno & Djô D’eloy                                | 9           |
| 2006 | Rainha de Beleza      | Val Xalino, Roberto Xalino, Luis Silva and Jovino dos Santos        | 11          |
| 2011 | Criod ne São Cente    | Val Xalino, Roberto Xalino, Manuel D’Novas, Luis Silva & Djô D’eloy | 11          |
| 2012 | Trazem Quel Morabeza  | Val Xalino & Roberto Xalino                                         | 11          |
| 2013 | Bem Balançód          | Val Xalino & Roberto Xalino                                         | 11          |
| 2017 | Nes Caminhada         | Val Xalino, Roberto Xalino & Djô D’eloy                             | 10          |

### Samlingsalbum
| År   | Album                                                                               | Artister                                                      | Antal låtar |
| ---- | ----------------------------------------------------------------------------------- | ------------------------------------------------------------- | ----------- |
| 2008 | Cape-Verde (Mornas & Coladeras)                                                     | Val Xalino, Tututa & Taninho, Léna Timas, Ingrid Monteiro     | 10          |
| 170  | Synthesize the Soul: Astro-Atlantic Hypnotica from the Cape Verde Islands 1973-1988 | Val Xalino, Bana, Tulipa Negra, Cabo Verde Show, Tam Tam 2000 | 18          |

## Videografi
Lembra Tempo Vol.2 (2008)